# Piper marginatum
Piper marginatum är en pepparväxtart som beskrevs av Nikolaus Joseph von Jacquin. Piper marginatum ingår i släktet Piper och familjen pepparväxter.

## Underarter
Arten delas in i följande underarter:
- P. m. catalpifolium
- P. m. niceforoi